# マンチェスター市庁舎
マンチェスター市庁舎（Manchester Town Hall）は、イギリスのマンチェスターにあるヴィクトリア朝時代に建てられたネオゴシック様式の市庁舎である。マンチェスター市議会の本部があり、地方政府の多くの部局が置かれている。北はアルバート広場、南はセント・ピーター広場に面しており、南側入口にはマンチェスターセノタフがある。

## 歴史

### 旧庁舎

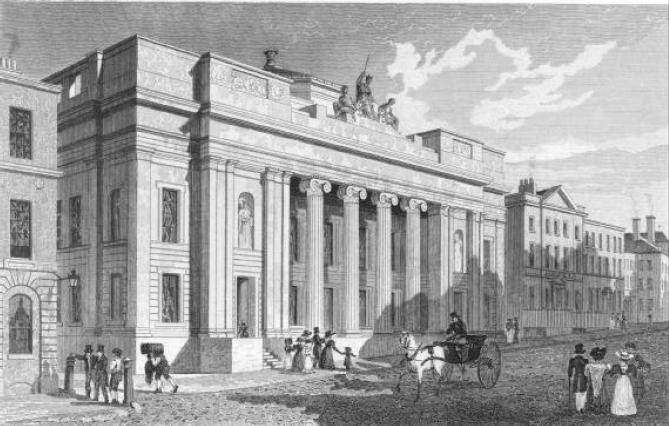
マンチェスター市旧庁舎

マンチェスターの市民行政は当初キングストリートの警察署に置かれていた。しかし増大する地方行政や市民集会室を収容するために、旧庁舎に置き換えられたのである。旧庁舎は、同じくキング・ストリートのクロス・ストリートの角にあり、フランシス・グッドウィンの設計で1822年から1825年にかけて、その大部分をデビッド・ベルハウスが施工した。建物は長さは41メートル、奥行き23メートルで、1階には委員会室と、警察本部長、測量士、会計士、その他の役員、事務員のためのオフィスがあり、また集会室もあった。
繊維産業を中心に街の規模が拡大するにつれ、その行政は既存の施設を上回り、新庁舎の建設が提案されたのである。旧庁舎は、その後、図書館、銀行の店舗として使用された。

### 建設

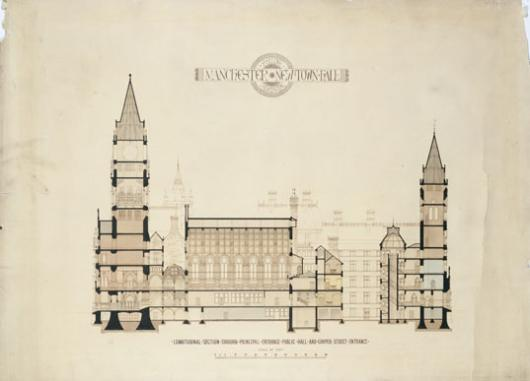
ウォーターハウスによる断面図

新庁舎の計画は1863年に始まり、新庁舎の建設地はアルバート広場に面した土地に決められ、 新庁舎はコンペ形式で設計を行うことになった。
コンペの結果最終選考に残ったのは8人で、ウォーターハウスの案は4位であったが、彼の設計が建築品質や光の使用で優れているとされ、彼の設計案が採用された。1868年に建設が開始され、建設には9年の歳月を要し、延べ1400万個のレンガが使用された。建設費の見積もりは、当時の価値で775,000ポンドから約100万ポンドと様々で、現在では7319万ポンドから9444万ポンドと換算される。落成式にはヴィクトリア女王が出席を拒否したため、このプロジェクトを支持していた市長アベル・ヘイウッドによって開館された。

## 構造

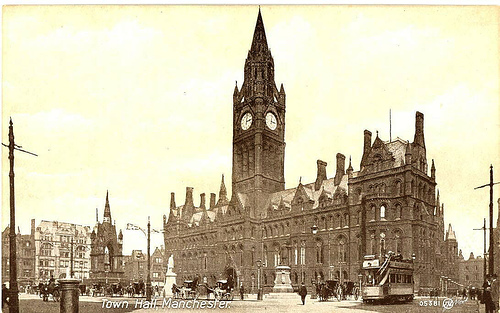
20世紀初頭の市庁舎、外壁は煤などによって黒くなっていた

19世紀のイギリスの都市は急速に発展しており、それに伴う公害も発生し、建築家にとって、光の遮断、過密、不便な敷地、騒音、建物の接近性と視認性、大気汚染など大きな問題となった。鉄骨造による1階の吊り下げ部屋、天窓、窓の増設、室内空間の借景、光が弱い場所では壁を白レンガにするなど、建物全体に十分な窓明かりを確保するための建築的工夫が施されている。
マンチェスター市庁舎は、13世紀の初期イギリス・ゴシック様式を用いた、ヴィクトリア朝ゴシック・リバイバル様式の代表的な建築物の一つである。ゴシック様式が選ばれた理由は、ハンザ同盟の繊維貿易におけるマンチェスターの中世後期の遺産を精神的に伝承することや、ネオゴシック様式で現代性を表したいという願いから選ばれた。
中世的なスタイルとは裏腹に、建物は19世紀の先端技術が使われている。ガス灯を備え、温風暖房システムを採用し、照明用のガスを供給するパイプは、螺旋階段の手すりの下に隠されている。

### 外観

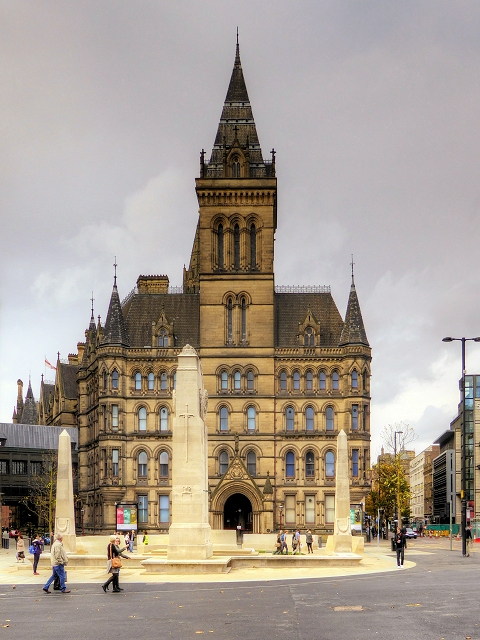
モスレー通りから見た市庁舎

ウォーターハウスの設計は、彫刻装飾を制限し、色を統一したゴシック様式を採用しており、同時代のラスキンのゴシック建築に使われていたヴィクトリア朝の重厚な色彩とは一線を画していたため、マンチェスター市民の中にはゴシックらしさが十分でないと批判する人もいたようである。また、煤煙で台無しになり、煙でほとんど見えなくなるため建築的効果のほとんどが失われるのに多額の費用をかけるという決断は批判を浴びた。ウォーターハウスは、セント・パンクラス駅などに見られるような多色使いはマンチェスターの工業的大気にすぐにその効果を台無しにされてしまうので現実的ではないと考え、統一された石造りの外壁が解決策であると判断したからである。

### 大広間
大広間にはガラス張りの天窓があり、1838年以降の市長、議会議長の名前がガラス板に刻まれている。大広間の床は、マンチェスターの象徴である蜂と綿花の模様が入ったモザイク床である。また壁にはフォード・マドックス・ブラウンによって描かれた、12連作のマンチェスター壁画が壁を飾っている。
当時の代表的な美術評論家ジョン・ラスキンは、大広間について「ヨーロッパで最も壮大なゴシック建築である」と評している。

## ギャラリー

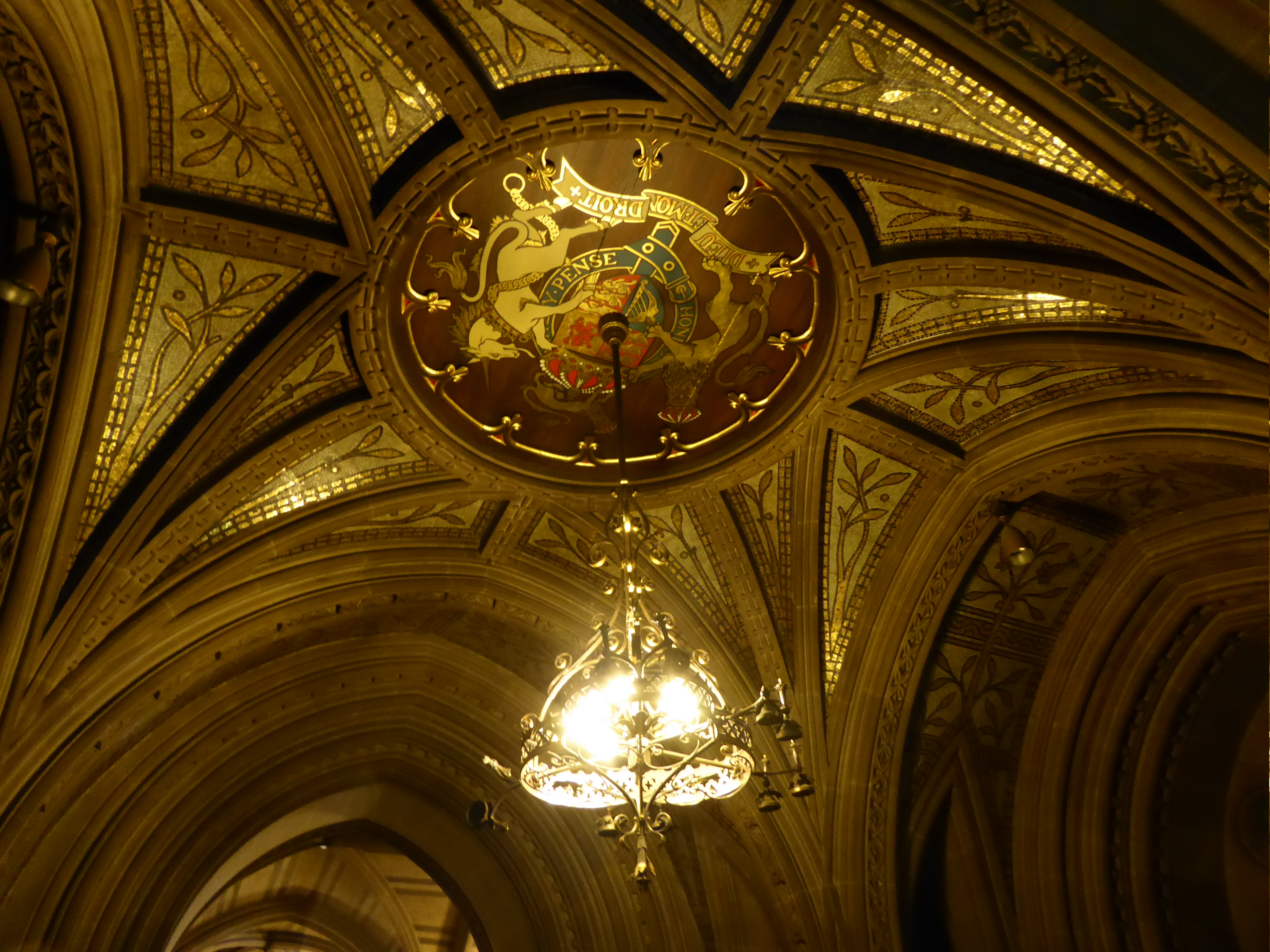
エントランス
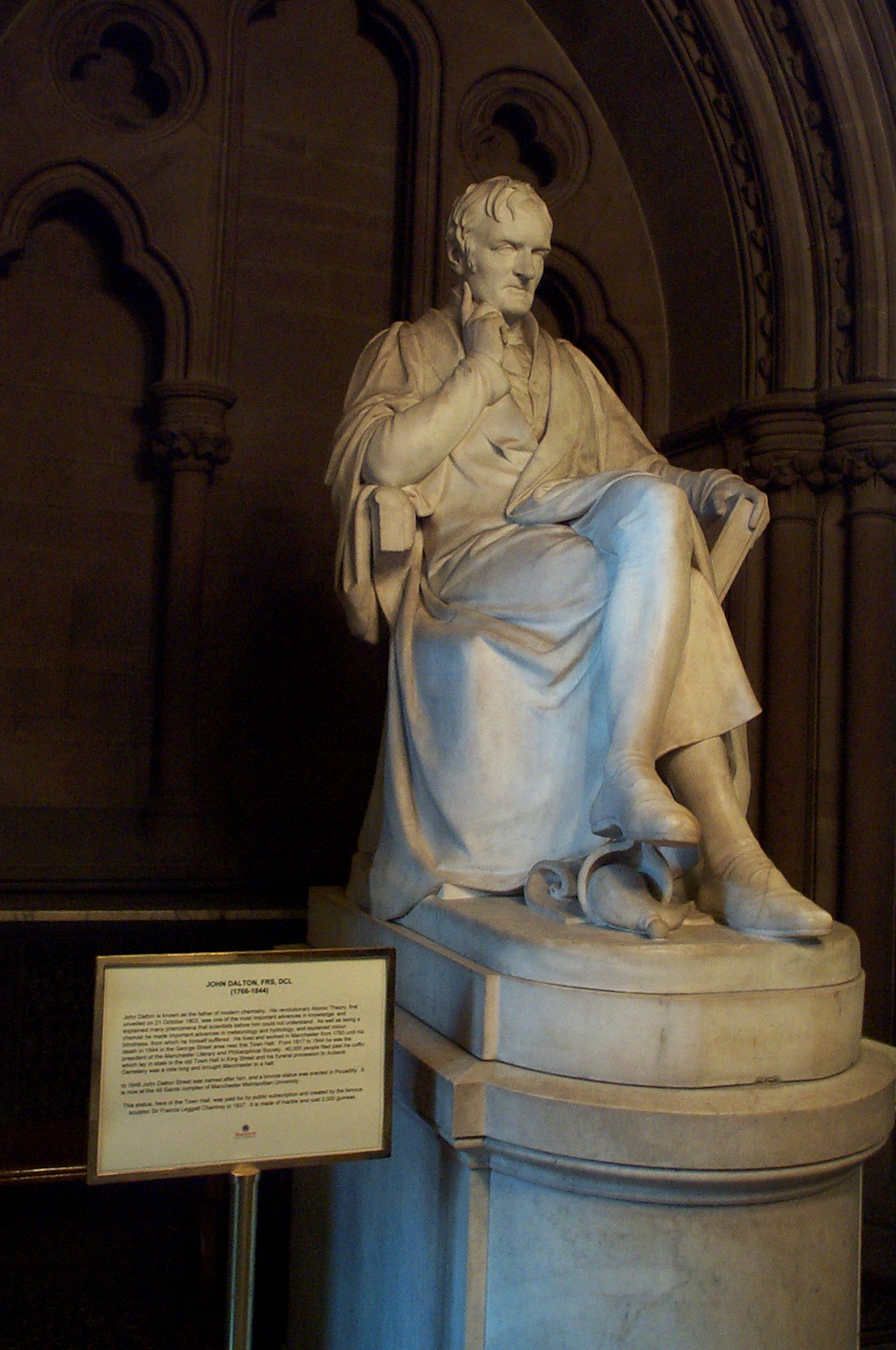
ジョン・ドルトン像
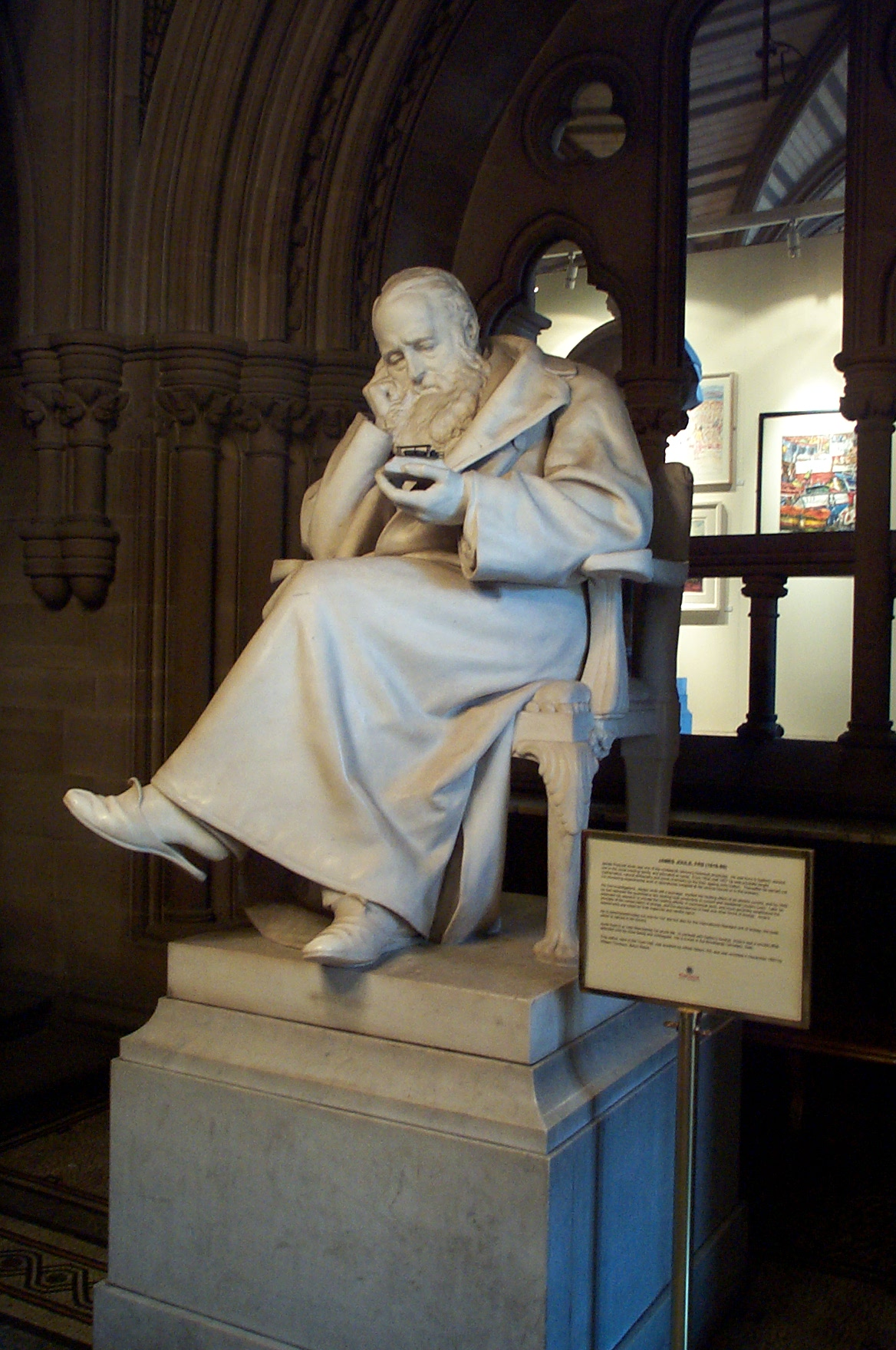
ジェームズ・プレスコット・ジュールの像
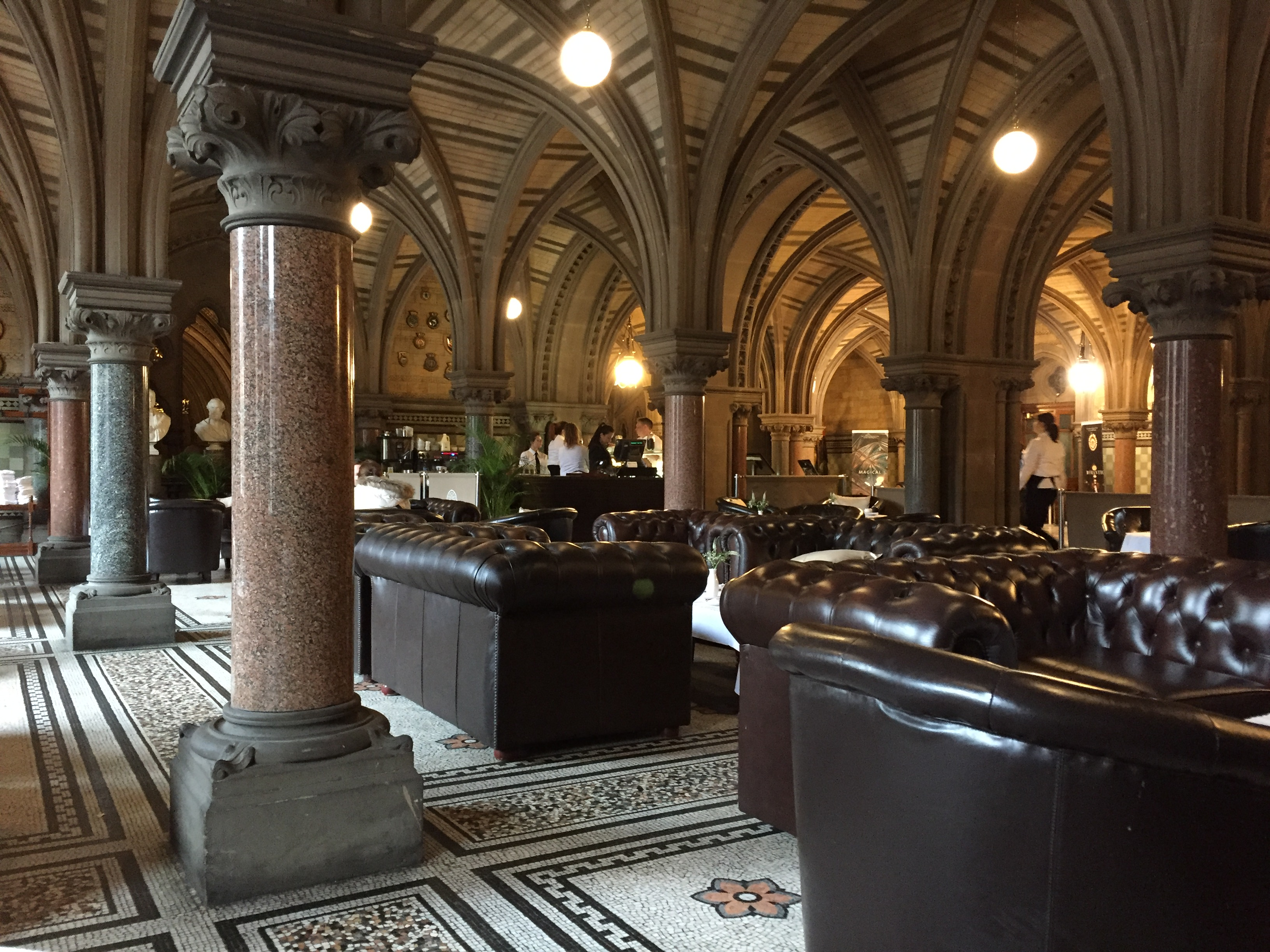
エントランスホール
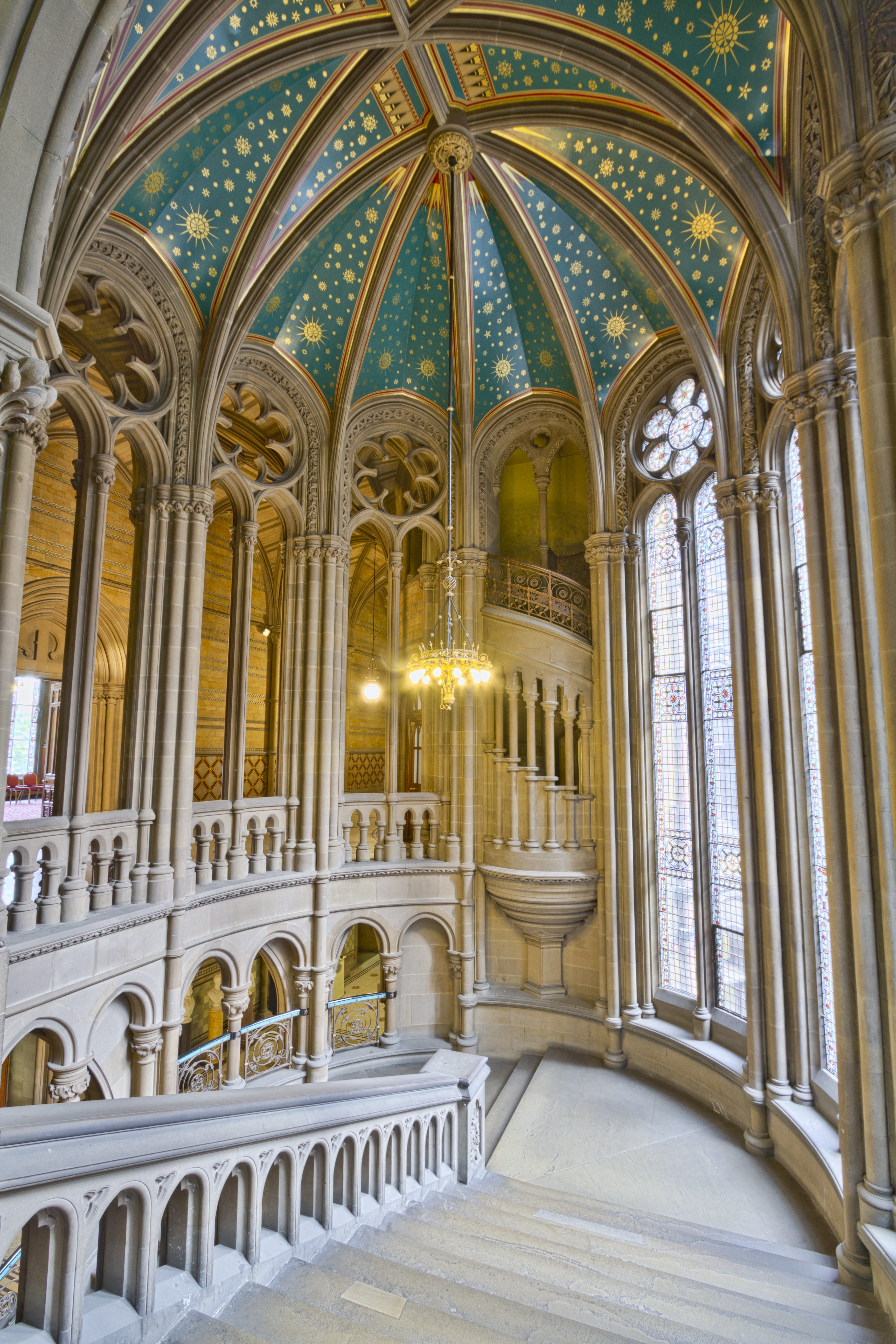
主階段
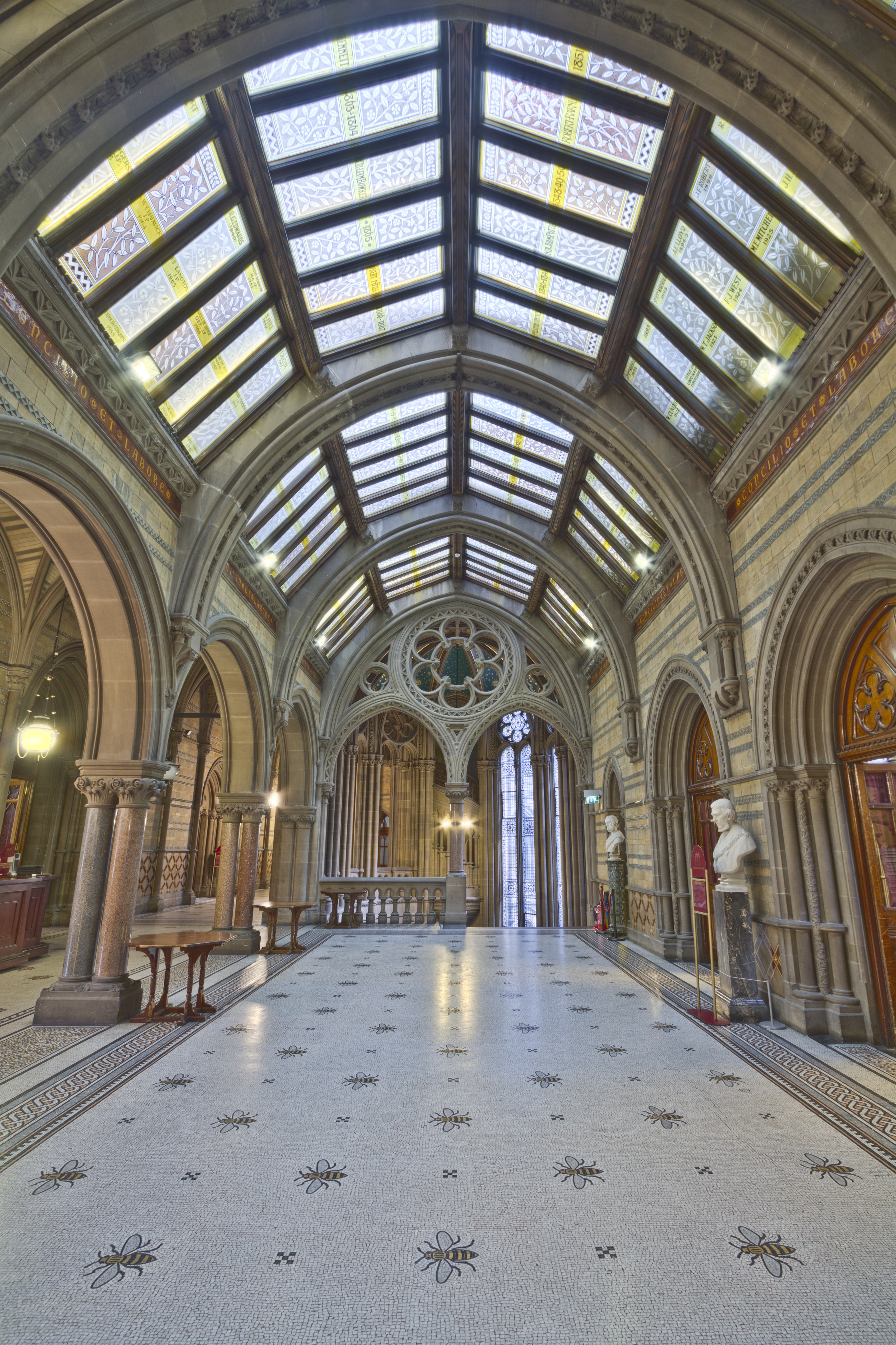
大広間の外
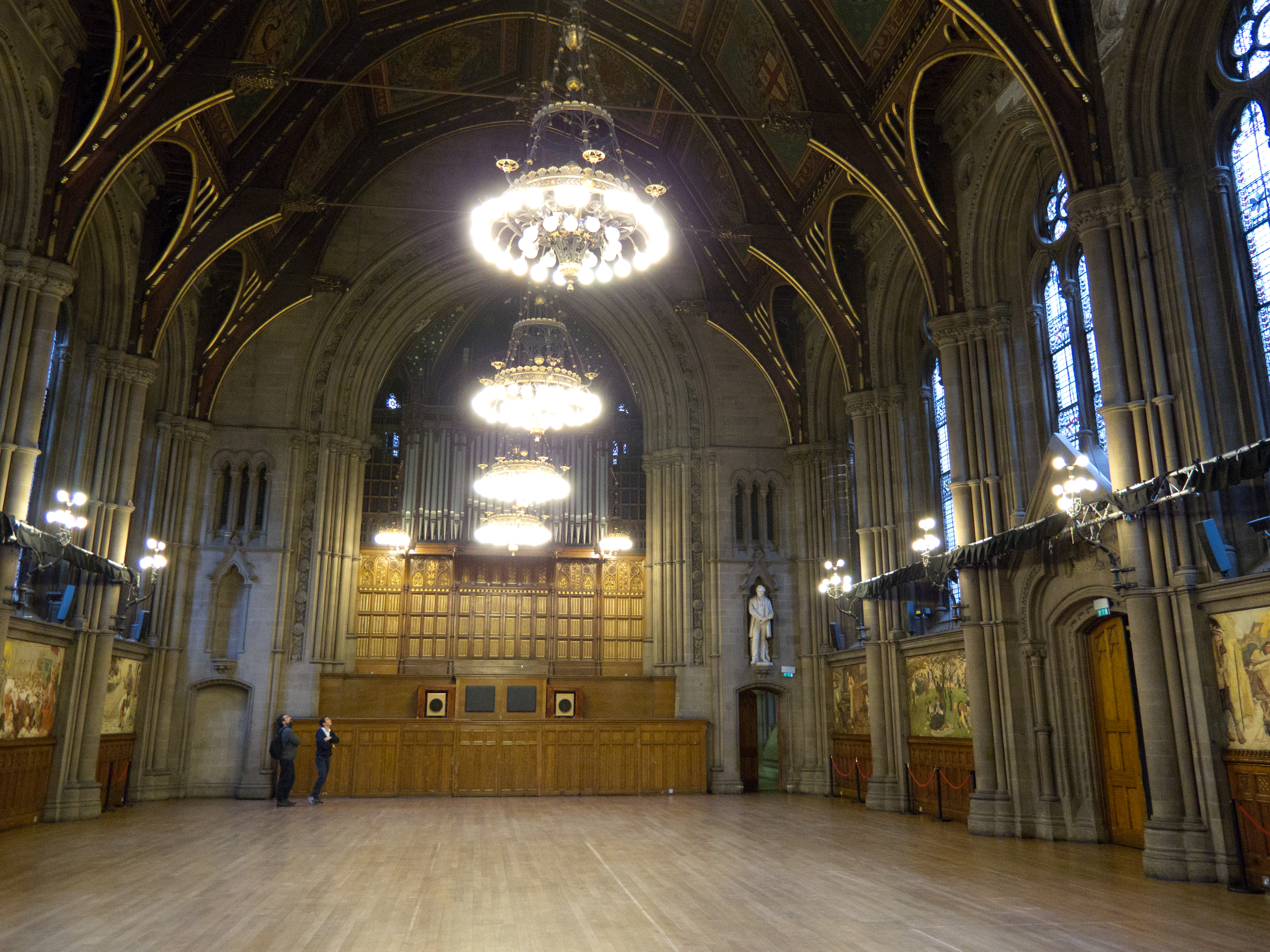
大広間
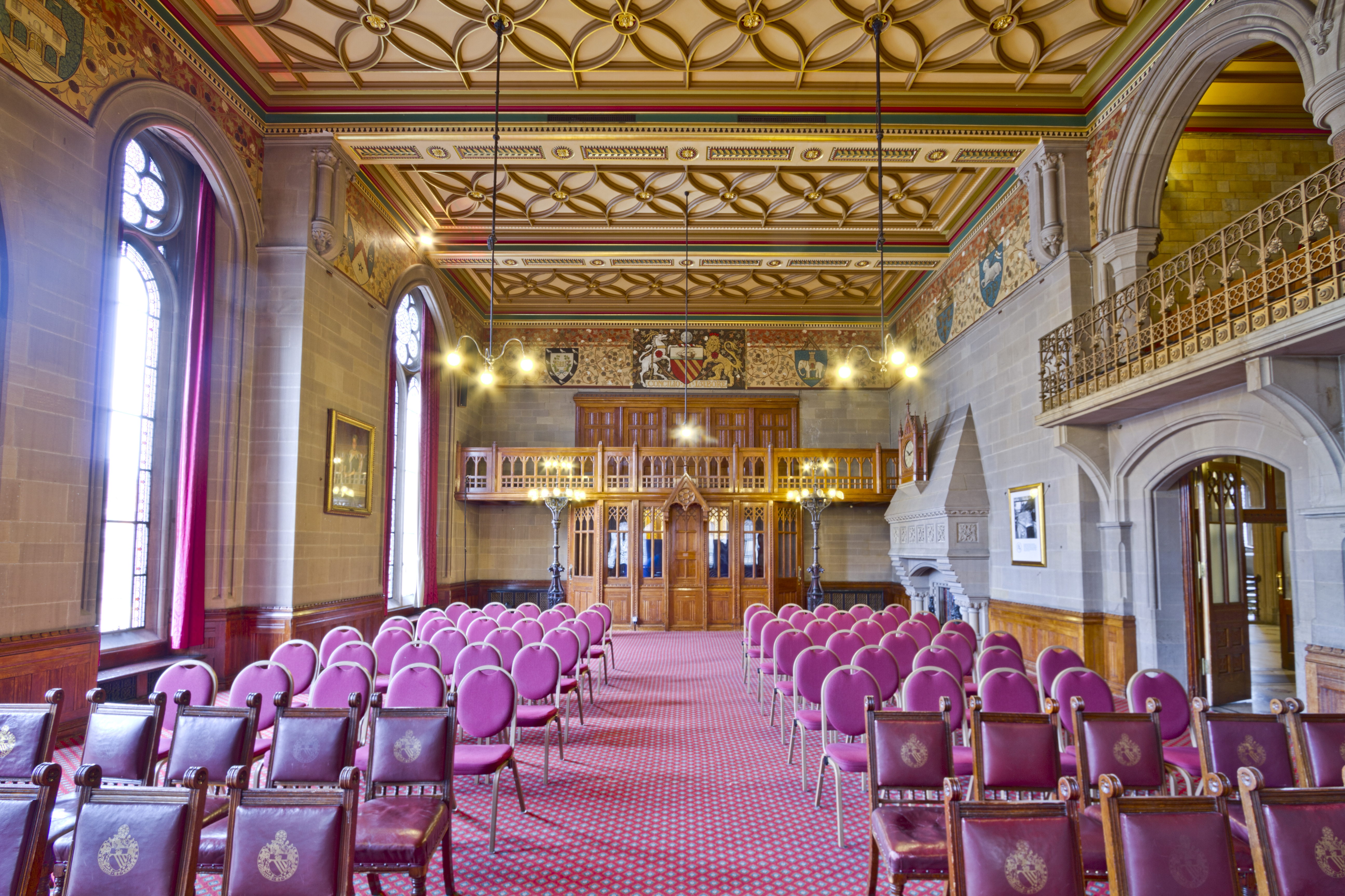
会議場
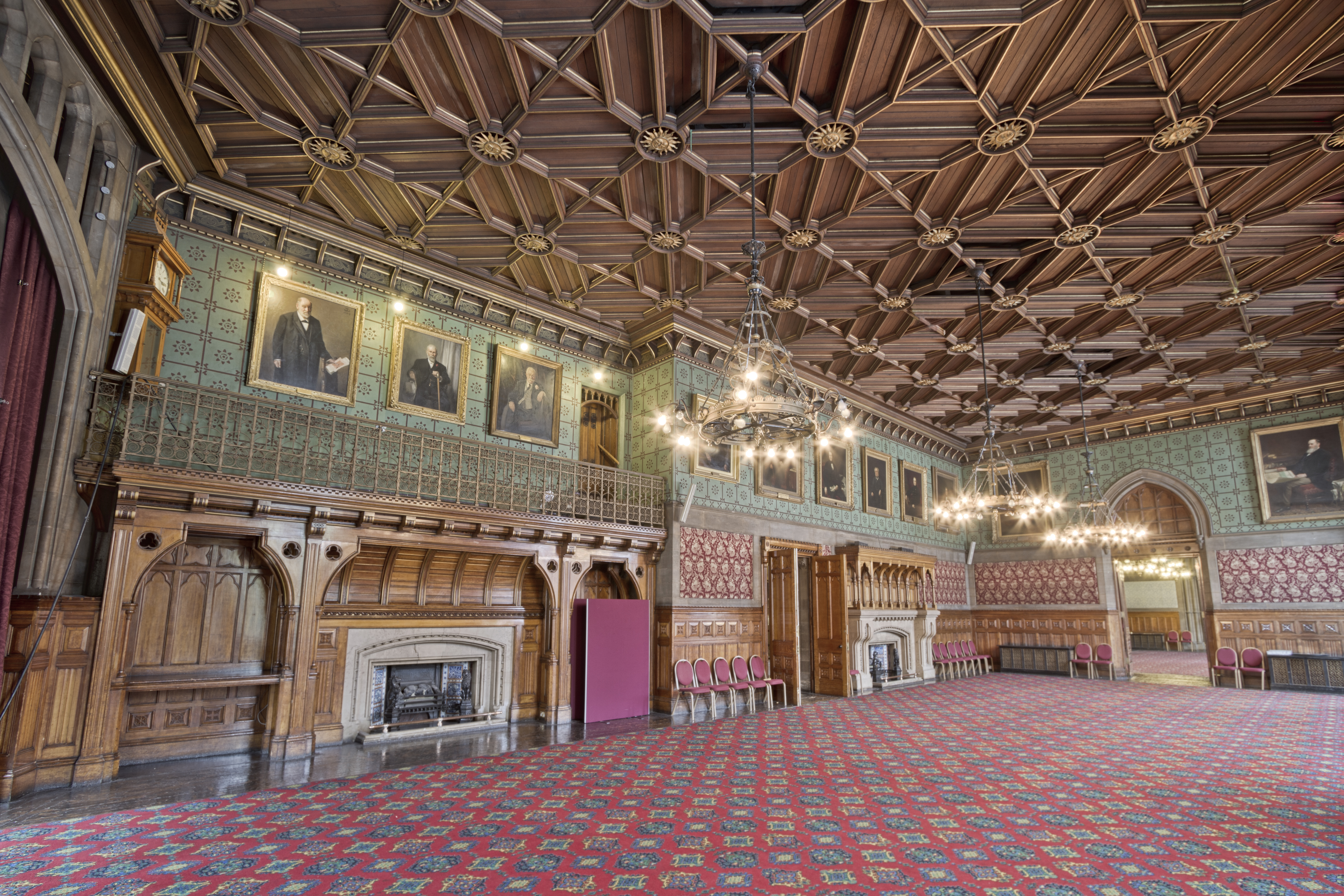
宴会場
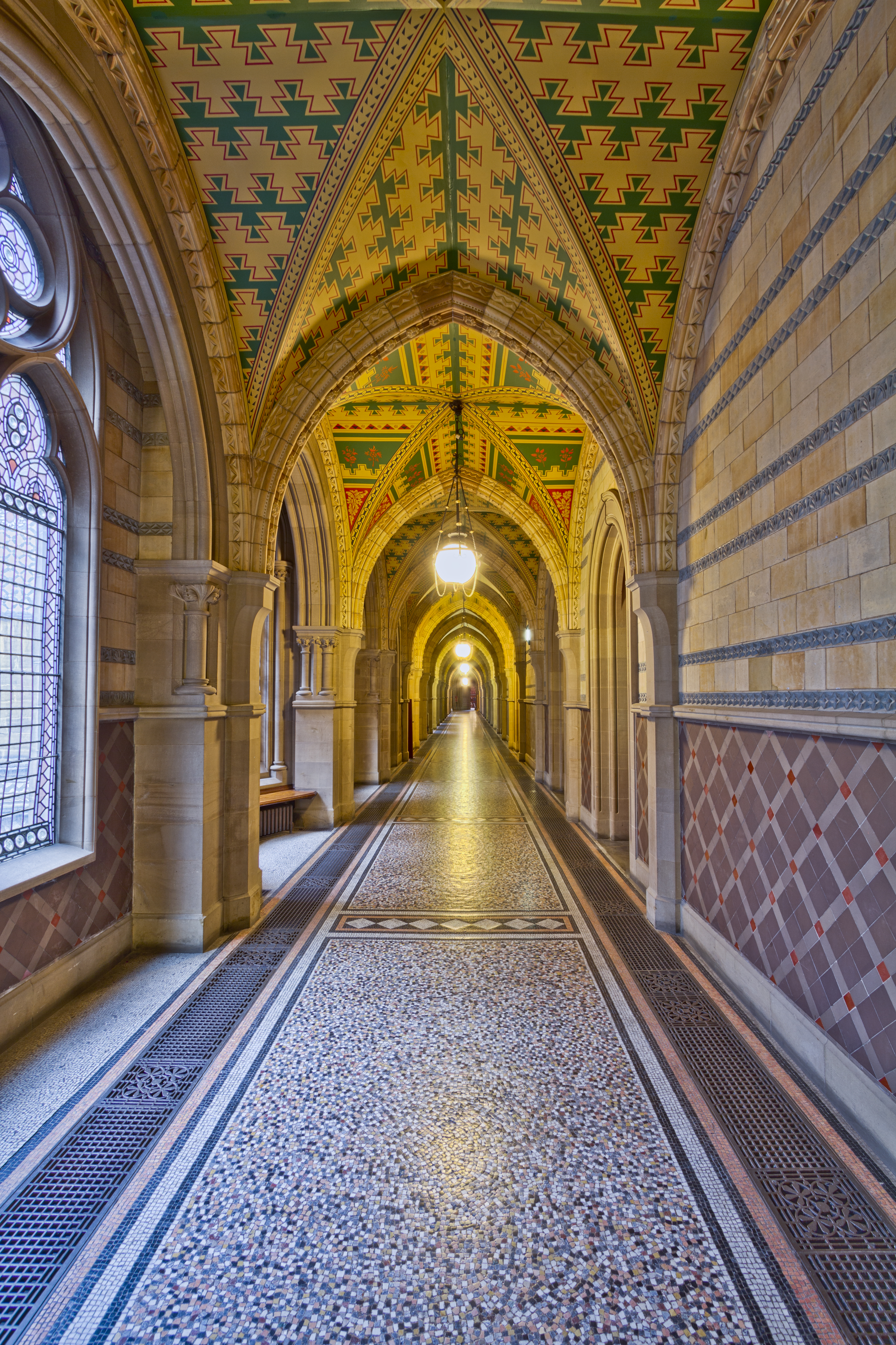
廊下